# Vilar de Ferreiros
Vilar de Ferreiros ist eine Gemeinde (Freguesia) im portugiesischen Kreis Mondim de Basto. In ihr leben 888 Einwohner (Stand 19. April 2021).